# Rossoszyca (gromada)
Rossoszyca – dawna gromada, czyli najmniejsza jednostka podziału terytorialnego Polskiej Rzeczypospolitej Ludowej w latach 1954–1972.
Gromady, z gromadzkimi radami narodowymi (GRN) jako organami władzy najniższego stopnia na wsi, funkcjonowały od reformy reorganizującej administrację wiejską przeprowadzonej jesienią 1954 do momentu ich zniesienia z dniem 1 stycznia 1973, tym samym wypierając organizację gminną w latach 1954–1972.
Gromadę Rossoszyca siedzibą GRN w Rossoszycy utworzono – jako jedną z 8759 gromad na obszarze Polski – w powiecie sieradzkim w woj. łódzkim, na mocy uchwały nr 38/54 WRN w Łodzi z dnia 4 października 1954. W skład jednostki weszły obszary dotychczasowych gromad Rossoszyca, Lasek i Mogilno ze zniesionej gminy Rossoszyca, obszary dotychczasowych gromad Rożdżały, Lipiny i Raszelki ze zniesionej gminy Zadzim oraz obszar dotychczasowej gromady Miedźno ze zniesionej gminy Woźniki w tymże powiecie. Dla gromady ustalono 23 członków gromadzkiej rady narodowej.
1 stycznia 1959 do gromady Rossoszyca przyłączono wieś i parcelację Boczki, wieś i osadę Boczki Kobylskie, kolonię Zacharki oraz wieś, osadę, kolonię i osadę młyńska Kobyla Chmielowa ze zniesionej gromady Sikucin.
Gromada przetrwała do końca 1972 roku, czyli do kolejnej reformy gminnej.